# Josef Dresler
Josef Dresler (2. prosince 1878 Valdov – 30. srpna 1938) byl český a československý politik a meziválečný senátor Národního shromáždění.

## Biografie
Pocházel z rodiny rolníků a tkalců ve Valdově. Absolvoval mešťanskou školu v Nové Pace. Chtěl být učitelem, ale ráčkoval, a proto ho na studium nepřijali. Ještě před rokem 1918 se začal angažovat v politice, byl ve věku 25 let zvolen starostou rodné obce, třebaže patřil do kurie nejchudších vlastníků půdy. Starostenský post vykonával 15 let a byl čtyřikrát zvolen do této funkce. Prosazoval družstevní svépomoc zemědělců. Ve Valdově založil spořitelní a záložní spolek Kampelička, kterému pak dlouhou dobu dělal pokladníka. V roce 1910 byl zvolen do zastupitelstva novopackého okresu. Po zřízení Okresní správní komise se stal jejím členem. Komise ho rovněž zvolila zástupcem ve vedení Okresní hospodářské záložny. V roce 1920 se spolupodílel na vzniku Zemědělských družstevních podniků horských okresů v Nové Pace. Tomuto spolku dlouhodobě předsedal. Byl také předsedou Okresní vzájemné požární pojišťovny a předsedou celostátního svazu požárních pojišťoven. V roce 1925 se stal předsedou okresní správní komise v Nové Pace. Podporoval rozvoj regionu, výstavbu silnic a pomoc zemědělcům.
Po parlamentních volbách v roce 1925 získal za Republikánskou stranu zemědělského a malorolnického lidu (agrárníky) senátorské křeslo v Národním shromáždění. Mandát ale nabyl až dodatečně roku 1926 jako náhradník poté, co zemřel senátor František Hybš. Mandát obhájil v parlamentních volbách v roce 1929. V senátu setrval do roku 1935. Profesí byl malorolníkem a okresním starostou, bytem ve Valdově (okres Nová Paka).